# Iphiaulax annulitarsis
Iphiaulax annulitarsis är en stekelart som beskrevs av Cameron 1903. Iphiaulax annulitarsis ingår i släktet Iphiaulax och familjen bracksteklar. Inga underarter finns listade i Catalogue of Life.